# Добрый вечер, мы из Украины
«Добрый вечер, мы из Украины!» (укр. «Доброго вечора, ми з України») — фраза (высказывание), музыкальный трек от украинской группы PROBASS ∆ HARDI, релиз которого состоялся в октябре 2021 года, а также неофициальный военно-патриотический лозунг на Украине, который стал популярным после начала российского вторжения на Украину в 2022 году. «Добрый вечер, мы из Украины» является интернет-мемом. Сочетает элементы EDM с украинским фольклором. стал хитом с выдающимся моментом в начале, где мужской голос произносит фразу «Добрый вечер, мы из Украины».

## История
Сингл вышел в октябре 2021 года. Его создатели — представители группы ProBass△Hardi, DJ ProBass (Артём Ткаченко) и DJ Hardi (Максим Мокренко) из Кременчуга. Голос принадлежит участнику группы «ДахаБраха» Марко Галаневичу,
В интервью индийскому журналу Outlook Ткаченко поделился своими мыслями о том, как зародился трек в поисках культурной идентичности. Идея создания песни зародилась в 2021 году с целью придания музыке особого украинского характера и создания собственного звучания. Ткаченко выражал желание вызвать чувство культурной принадлежности и идентификации с Украиной, подчёркивая, что ранее его творчество в клубах зарубежом часто не ассоциировалось с его украинским происхождением. Стремление к созданию музыкального трека, в котором бы говорилось о принадлежности к Украине, стало долгосрочной задачей, в результате которой появилась идея использовать фрагмент из песни группы «ДахаБраха».
Просматривая видео украинских групп в поисках классных фолк-сэмплов, дуэт ProBass△Hardi случайно наткнулся на Марко Галаневича, представляющего «ДахаБраху» англоязычной аудитории в январе 2013 года. Он поприветствовал собравшихся на английском, а затем добавил по-украински: «Добрый вечер, мы из Украины». ProBass△Hardi использовали двухсекундный звуковой фрагмент, восприняв его как дань уважения «Даха Брахе». Когда трек вышел, музыканты «ДахаБрахи» выложили песню в TikTok в знак благодарности.

### С 2022 года
Основная текстовая фраза трека, «Добрый вечер, мы из Украины», стала популярным неофициальным военно-патриотическим лозунгом на Украине после начала российского военного вторжения в 2022 году и стала широко применяться. После начала войны песня получила статус неофициального музыкального символа украинского сопротивления. Она использовалась в различных видеороликах, сопровождающих действия ВСУ, а также в обращениях украинских граждан. Основная фраза используется различными социальными группами, включая политиков, военных, исследователей, с неё начинали свои видеообращения глава Николаевской областной государственной администрации Виталий Ким, министр обороны Алексей Резников, а также некоторые популярные журналисты. По словам исполнителей, трек раздаётся во многих бомбоубежищах Украины и поднимает дух украинцев. Фраза «Добрый вечер, мы из Украины» стала лозунгом военного времени и обрела дополнительные коннотации благодаря её использованию в социальных сетях политиком Виталием Кимом.

В период после начала российского вторжения трек получил дополнение в виде видеозаписи, посвящённой похвале ВСУ. Это привело к кардинальному изменению восприятия фразы «Добрый вечер, мы из Украины», сделав её популярнее. Трек активно использовался в качестве саундтрека к боевым видеороликам и кадрам с участием дронов. Песня получила популярность в TikTok, где, по состоянию на сентябрь 2022 года, было создано более 230 тысяч видео с использованием этого трека. Футболки с фразой из трека также получили широкое распространение. «Добрый вечер, мы из Украины» также декорировала гражданские автомобили и внедорожники.

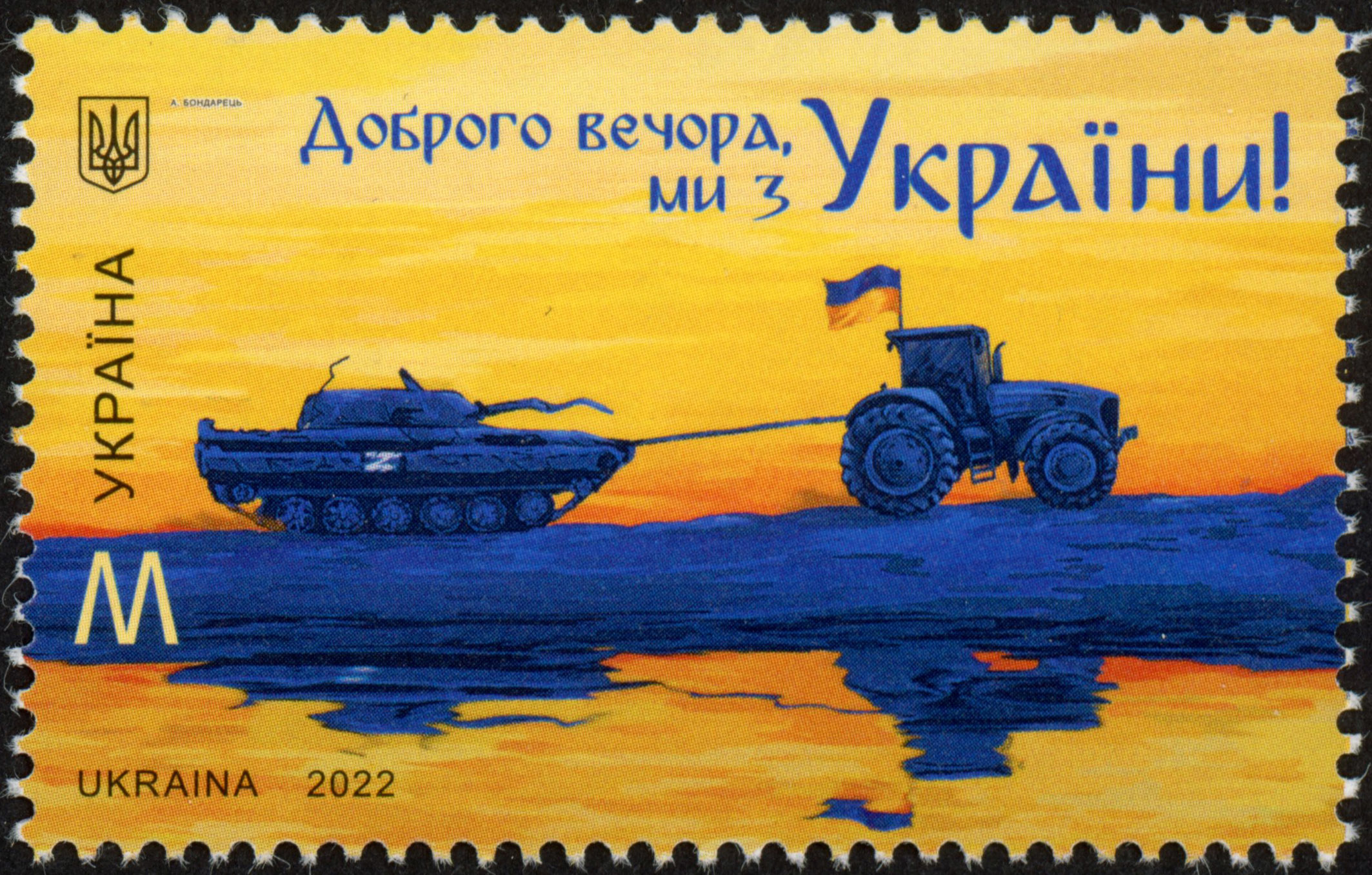
Почтовая марка «Добрый вечер, мы из Украины!»

Регулярное использование фразы без дополнительных переводов ввело её в употребление и за рубежом. Индийский журнал Outlook относит песню к «пропаганде мемов», которая перенаправляет массовую культуру на мобилизацию для коллективной защиты, героизируя ВСУ, и становится ключевым фактором в поддержании боевого духа украинских военных и волонтёров, передаёт чувства народа и быстро набирает популярность.
Профессор антропологии и музыки в Бард-колледже Мария Соневицкая указывает в литературном журнале Los Angeles Review of Books на «подрывной радикализм вирусного лозунга военного времени». «Гениальность» фразы заключается в том, что она, «умело маскирует свой радикализм», и что в контексте войны она становится актом сопротивления и утверждением о существовании Украины как независимого государства.
28 июля 2022 года Укрпочта выпустила почтовую марку фразы. Для этого ведомство в том же месяце провело конкурс на создание её лучшего оформления. Победивший дизайн марки представляет собой трактор с украинским флагом, буксирующий за собой российский танк, с надписью «Доброго вечера, ми з України!» на жёлтом небе.